# Ромашко Сергій Павлович
Сергій Павлович Ромашко — український військовик, полковник Збройних сил України, учасник російсько-української війни, командир 128-ї окремої бригади ТрО «Дике поле» (2025).

## Життєпис
Народився в 1973-му році.
У 1990—1994 роках навчався у Рязанському вищому повітрянодесантному командному училищі.
З 1994 по 2011 рік — військовослужбовець ЗСУ, ніс службу на різних командирських посадах у 95-й окремій аеромобільній бригаді.
Кадровий військовий, служив в армії до 2011 року. Звільнився в званні підполковник з посади командира батальйону 95-ї аеромобільної бригади.
По тому займався сільськогосподарським бізнесом у Житомирській області.
З початком російського вторгнення до України повернувся до війська у лютому 2022 року. Сформував та був призначений на посаду командира 515-го батальйону спеціального призначення 1-ї бригади спецпризначення імені Богуна. Брав участь у боях на Херсонщині. Потім брав участь в обороні села Красна Гора під Бахмутом.
У 2023 став заступником командира 44-ї механізованої бригади.
У 2024 очолив 41-шу механізовану бригаду і брав участь в битві за Часів Яр, обороні Торецька, боях за Куп'янськ та на Курському напрямку.
19 квітня 2024 президент Зеленський заслухав доповідь командира 41-ї бригади Ромашка під час робочої поїздки на Донбас.
Взимку 2025 року призначений командиром бригади 128-ї окремої бригади ТрО «Дике поле».

## Критика
- Комбрига Ромашка критикують за його невеликий досвід на війні і недостатньо сплановані операцїі. Через це під його керівництвом великі втрати особового складу. Його критикують як військові, так і журналіст Юрій Бутусов[1] та блогер Сергій Стерненко[4][5].
- У 2014 році він йшов на вибори від Патріотичної партії України Миколи Габара, якого пов'язують з Медведчуком[6][7].

## Нагороди
- Орден «За мужність» ІІІ ступеня[8]
- Орден Богдана Хмельницького ІІІ ступеня
- Почесний нагрудний знак Головнокомандувача Збройних сил України «Хрест заслуги»
- «Вогнепальна зброя» Міністерства оборони України
- Народна зброя Головного управління розвідки Міністерства оборони України